# Кісельова Людмила Олександрівна
Кісельова Людмила Олександрівна (14 травня 1948, Київ, Україна) — український літературознавець, кандидат філологічних наук, доцент кафедри літератури Національного університету «Києво-Могилянська академія», дослідниця російської літератури.

## Біографія
Народилась 1948 року в Києві у сім'ї літературознавця, перекладача, д-ра філологічних наук Олександра Івановича Кісельова та Любові Никифорівни. Закінчила КДУ ім. Тараса Шевченка (1971) за спеціальністю філолог, викладач російської мови та літератури.

## Наукова діяльність
Захистила роботу «Особливості художнього мислення новоселянських письменників (М. Клюєв, С. Кличков, О. Ширяєвець)» і здобула ступінь кандидата філологічних наук (1990).
З 1995 року працює за сумісництвом на кафедрі світової літератури та компаративістики (нині літературознавства) Національного університету «Києво-Могилянська академія».
З 1996 року доцент кафедри російської літератури Київського державного університету ім. Тараса Шевченка.
З 2006 року доцент кафедри літературознавства Національного університету «Києво-Могилянська академія».

## Професійний досвід
З 1990 керівник групи дослідників творчості Миколи Клюєва, учасник Клюєвських конференцій. Керівник проекту «Клюєвослов». Представник України в Єсенінській групі Інституту світової літератури ім. Горького (Інститут світової літератури РАН, Москва). Викладач курсів у НаУКМА: Проблеми поетики;
Російська література «Срібного віку»;
Аналіз художнього тексту;
Студії з російської літератури ХІХ ст.

## Наукові публікації
- Есенин и Клюев: Скрытый диалог (попытка частичной реконструкции) // Николай Клюев: Исследования и материалы — М.: Наследие, 1997
- Сакральні значення слов'янської азбуки в поезії Миколи Клюєва // Проблеми славістики — Луцьк. № 1(20), 2003
- Зарубіжна література: Підручник для 10 класу. 2-ге вид. К.: Генеза. 390 с.
- Про один загадковий вірш В. Свідзінського та контексти його розуміння [Архівовано 15 листопада 2017 у Wayback Machine.] // Наук. записки Національного ун-ту «Києво-Могилянська академія» — Т.72 К.: Філол. науки, 2007
- Семантична мова фольклорної традиції в поезії М. Клюєва та В. Свідзінського // Магістеріум. Літературознавчі студії. — № 29, К.: ВД «КМ Академія», 2007
- Світова література: Підручник для 10 класу загальноосвіт. навч. закл.: академ. рівень, проф. рівень. — К.: Ґенеза, 2010.
- Інтертекстуальне тло вірша П. Тичини «І Бєлий, і Блок, і Єсенін, і Клюєв…» // Магістеріум. — Вип. 38. Літературознавчі студії. — К., 2010
- Логодіцея українського модернізму: Тичина, Свідзинський, Осьмачка // Людина в часі: філософські аспекти української літератури ХХ–ХХІ ст. Колективна монографія. — К.: Універ. вид-во ПУЛЬСАРИ, 2010
- Виправдання слова. Статті про українську літературу: від Шевченка до сьогодення. — К.: Вид. дім «Києво-Могилянська академія», 2014.
- Поетика й ідеологія міфу Василя Герасим’юка. — К.: НаУКМА, 2016.